# Willow Bunch n.º 42
Willow Bunch n.º 42 es un municipio rural canadiense situado en la provincia de Saskatchewan.

## Superficie
Willow Bunch n.º 42 tiene una superficie de 1037,04 km².

## Demografía
En 2021, tenía 285 habitantes, una densidad poblacional de 0,3 hab./km², y 163 viviendas.